# Viladecans
Viladecans est une commune de la province de Barcelone, en Catalogne, en Espagne, de la comarque du Baix Llobregat.

## Géographie
Commune située dans l'Àrea Metropolitana de Barcelona, les villes les plus proches sont Sant Boi de Llobregat et Gavà.

## Politique et administration
La ville de Viladecans comptait 66 720 habitants aux élections municipales du 28 mai 2023. Son conseil municipal (en espagnol : Pleno del Ayuntamiento) se compose donc de 25 élus.
Depuis les premières élections municipales démocratiques de 1979, la ville a toujours été dirigée par des maires de gauche et de centre gauche, presque exclusivement issus du Parti des socialistes de Catalogne (PSC).

### Maires
| Mandat    | Maire | Maire                                                    | Parti | Majorité |
| --------- | ----- | -------------------------------------------------------- | ----- | -------- |
| 1979-1983 |       | Joan Masgrau (ca)                                        | PSUC  | 9 / 21   |
| 1983-1987 |       | Miguel García Fenosa Jaume Montfort (ca) (10/1983)       | PSC   | 12 / 21  |
| 1987-1991 |       | Jaume Montfort (ca)                                      | PSC   | 12 / 21  |
| 1991-1995 |       | Jaume Montfort (ca)                                      | PSC   | 15 / 21  |
| 1995-1999 |       | Jaume Montfort (ca)                                      | PSC   | 14 / 25  |
| 1999-2003 |       | Jaume Montfort (ca)                                      | PSC   | 14 / 25  |
| 2003-2007 |       | Jaume Montfort (ca) Carles Ruiz Novella (ca) (2005)      | PSC   | 12 / 25  |
| 2007-2011 |       | Carles Ruiz Novella (ca)                                 | PSC   | 13 / 25  |
| 2011-2015 |       | Carles Ruiz Novella (ca)                                 | PSC   | 12 / 25  |
| 2015-2019 |       | Carles Ruiz Novella (ca)                                 | PSC   | 11 / 25  |
| 2019-2023 |       | Carles Ruiz Novella (ca)                                 | PSC   | 13 / 25  |
| 2023-2027 |       | Carles Ruiz Novella (ca) Olga Morales Segura (ca) (2024) | PSC   | 12 / 25  |

## Jumelage
La ville est jumelée avec :
- Saint-Herblain (France)